# Vernon Hills (Illinois)
Vernon Hills ist eine Village in Lake County (Illinois). Das U.S. Census Bureau hat bei der Volkszählung 2020 eine Einwohnerzahl von 26.850 ermittelt. Vernon Hills dient als Drehscheibe für den Handel der Umgebung, der die Villages Libertyville, Lake Forest, Mundelein, Lincolnshire und Buffalo Grove umfasst.

## Geographie
Laut United States Census Bureau beträgt die Gesamtfläche des Ortes 20 km². Die Landfläche beträgt 19 km² und die Wasserfläche 0,54 km² (= 2,49 %).

## Demografische Daten
Laut der Volkszählung des Jahres 2000 lebten 20.120 Menschen in 7.568 Haushalte und 5.312 Familien in Vernon Hills. Die Bevölkerungsdichte 1.045,5 Einwohner pro Quadratkilometer. Es wurden 7.813 Wohneinheiten mit einer durchschnittlichen Bebauungsdichte von 406,0 Bauten pro Quadratkilometer gezählt.
Es gab 7.568 Haushalte, in denen in 41 % der Fälle Kinder unter 18 Jahren lebten. Darin lebten in 59 % der Fälle Ehepaare, 8 % hatten einen weiblichen Haushaltsvorstand ohne Ehemann und 30 % waren keine Familien. 25 % aller Haushalte bestanden aus Einzelpersonen und in 6 % lebten Menschen, die 65 Jahre oder älter waren. Die durchschnittliche Haushaltsgröße betrug 2,66 Einwohner und die durchschnittliche Familiengröße lag bei 3,24 Einwohnern.
29 % der Bevölkerung war im Alter von unter 18 Jahren, 6 % waren 18 bis 24 Jahre alt, 37 % waren 25 bis 44 Jahre alt, 22 % waren 45 bis 64 Jahre alt und 6 % waren 65 Jahre oder älter. Das Durchschnittsalter betrug 34 Jahre. Auf je 100 Frauen gab es 94 Männer. Auf je 100 Frauen im Alter von 18 Jahren und darüber gab es 90 Männer.
Laut einer Schätzung im Jahr 2007 betrug das mittlere Einkommen für einen Haushalt im Dorf 83.358 USD, und das mittlere Einkommen für eine Familie betrug 99.064 USD. Männer hatten ein mittleres Einkommen von 54.807 USD gegenüber 39.136 USD für Frauen. Das durchschnittliche Pro-Kopf-Einkommen in Vernon Hills betrug etwa 32.246 USD. Etwa 2,5 % der Familien und 2,9 % der Bevölkerung lebten unterhalb der Armutsgrenze, davon 3,0 % der Jugendlichen unter 18 Jahren und 6,8 % der 65-Jährigen oder Älteren.

## Geschichte
Auf dem Land, auf dem später Vernon Hills liegen sollte, gründeten Richard Theodore Freese, Ron Freese und Jim Carswell im Jahr 1851 eine Farm. Die Nutzung des Areals änderte sich erst in den 1950er Jahren, als ein Teil davon für eine Wohnanlage und einen Golfplatz erworben wurde. Zu diesem Zeitpunkt ist die erste Verwendung des Namens "Vernon Hills" zu verzeichnen.
Am 16. Juni 1958 wurde der Ort offiziell mit 123 Einwohnern und 125 Häusern in einer einzigen Parzelle eingemeindet. Während dieser Zeit wurde die Verwaltung und die Polizeistation in einem örtlichen Motel betrieben, bis zum Jahr 1971 als der Dorfverwalter zwei mobile Gebäude erwarb. Die Gemeinde wuchs langsam aber stetig bis zum Aufkauf von einem Grundstück in der Nähe der Ecke der IL-60 und IL-21 im Jahr 1971, die zum Bau des Hawthorn Center führte. Bis 1980 war die Bevölkerung auf fast 10.000 Einwohner gewachsen und im Jahr 2000 wurden mehr als 20.000 Einwohner gezählt.
Durch die Eingliederung umliegender Areale wuchs die Gemeinde in den 1980er und 1990er Jahren geographisch. Dies beinhaltete Land, auf dem später der Corporate Woods Gewerbepark und die Centennial Crossing Wohnanlage (1986) gebaut wurden, ein Teil der Hawthorne-Mellody Farms (1988) und ein Teil der Village Half Day (Illinois) (1994). Im Jahr 2000 wurde Land erworben, das zu verschiedenen Zeiten von der United States Army als Raketenbasis, von der United States Navy als Marine Training Center und der Curtiss Candy Company genutzt wurde. Auf diesem Land befindet sich heute der Vernon Hills Sportkomplex.